# Ocomtún
Ocomtún (que se traduce como "columna de piedra" en maya yucateco), cuyo nombre original pudo ser Maatz', es una antigua ciudad maya y yacimiento arqueológico ubicado dentro de la reserva de la biosfera Balam Kú en el municipio de Calakmul en el estado de Campeche en México.  Se trata de los restos de un núcleo urbano que ocupa más de 50 hectáreas y tiene estructuras piramidales de hasta 15 metros de altura. Fue descubierta mediante imágenes aéreas y escaneo láser (LiDAR) de la zona en el año 2023 por un equipo arqueológico de investigación dirigido por Ivan Šprajc. La denominación de Ocomtún se debe a las numerosas columnas cilíndricas de piedra dispersas por el área que ocupa el yacimiento.
La urbe fue un importante centro regional de la comarca de Tierras Bajas Centrales durante el periodo clásico maya (250-1000 d. C.)  y se han hallado restos de cerámica datados en el Clásico Tardío (600-800 d. C.).
El hallazgo fue el resultado de la primera temporada de campo del proyecto denominado “Ampliando el panorama arqueológico de las Tierras Bajas Centrales mayas” aprobado por el Instituto Nacional de Antropología e Historia (INAH) dependiente de la Secretaría de Cultura del Gobierno de México y estaba dirigido y coordinado por el arqueólogo Ivan Šprajc del Centro de Investigaciones de la Academia Eslovena de Ciencias y Arte.
El equipo estaba integrado por r el especialista en epigrafía maya, Octavio Esparza Olguín, el geodesta Aleš Marsetič, el maestro Atasta Flores Esquivel, los arqueólogos Quintín Hernández Gómez y Vitan Vujanović, así como varios trabajadores de comunidades cercanas y en los trabajos participó el National Center for Airborne Laser Mapping, de la Universidad de Houston de  Estados Unidos que llevó a cabo un escaneo láser (LiDAR) aerotransportado de esa superficie a estudio.
El asentamiento se ubica en una meseta elevada rodeada por extensos humedales, el área principal es de más de 50 hectáreas y en ella se hallan grandes edificios con pirámides de más de 15 metros de altura. Hay numerosas columnas redondas de piedra que debieron ser parte de la entradas a los aposentos superiores de estos grandes edificios (y son los que han nombre a la urbe). Se ha identificado tres plazas dominadas por grandes edificios y rodeadas por varios grupos de patio, entre las dos plazas mayores se extiende un conjunto formado por diversas estructuras bajas y alargadas, dispuestas casi en círculos concéntricos y  un juego de pelota. La construcción más voluminosa del conjunto arqueológico es  una acrópolis de planta rectangular con lados de 80 metros de largo y con edificios de 10 metro de altura que culmina en su parte norte con una pirámide de 25 metros de alta.
Sobre los años 800-1000 d. C., dentro del periodo Clásico Terminal, el lugar  sufrió alteraciones que condujeron al colapso de la compleja organización sociopolítica y el drástico decremento demográfico en las Tierras Bajas Centrales mayas, reflejo de cambios ideológicos y poblacionales en tiempos de crisis.  
Cerca de Ocomtún se encuentran  los sitios de la región de los Chenes, a más de 30 kilómetros al noreste: Nadzca'an, 36 kilómetros al sureste, y Chactún, a 50 kilómetros al sureste. Junto a Ocomtún, en el área que se extiende hasta el río La Rigueña, se exploraron estructuras parecidas a la que se hallaron en el yacimiento, escalinatas, columnas monolíticas y otros monumentos como juegos de pelota, altares centrales, mercados o espacios destinados a rituales comunitario.